# 梁柟
梁柟（16世紀—16世紀），字挺豫，廣東廣州府番禺縣蕭岡人，明朝政治人物。

## 生平
梁柟是嘉靖三十七年（1558年）戊午科廣東鄉試第二十八名舉人，授合州學正，陞南京國子監監丞，調南京戶部主事，陞郎中，監督鳳陽糧儲，出為都勻知府，在地方勤於撫字、清除狡猾，人民得以安寧，朝廷多次賞賜璽書金帛，後辭職回鄉，鳳陽及都勻都祭祀他，並入祀南京國子監名宦祠。

## 引用
1. 1 2  同治《番禺縣志·卷四十·列傳九》：梁柟，字挺豫，蕭岡人，性孝友，嘉靖三十七年鄉薦，官合州學正，入為國子監丞，厯戶部主事、郎中，督鳳陽糧儲，出守貴州都勻府，勤撫字、除巨猾，遠人以安，屢有璽書金帛之賜，乞骸骨歸，鳳陽及都勻人尸祀之，並祀南京國子監名宦祠……據阮通志補
2. ↑  民國《貴州通志·卷九十六·宦蹟志九》：梁柟，廣東番禺人，嘉靖三十七年戊午鄉薦，出守貴州都勻府，撫旌節、除巨猾，遠人以安，屢有璽書金帛之賜，乞骸骨歸，都勻人尸祝之。 廣東阮志